# Toorlestraun
Toorlestraun (Iers: Tuar Loistreáin), is een plaats in het Ierse graafschap County Sligo.